# Theißtalbrücke

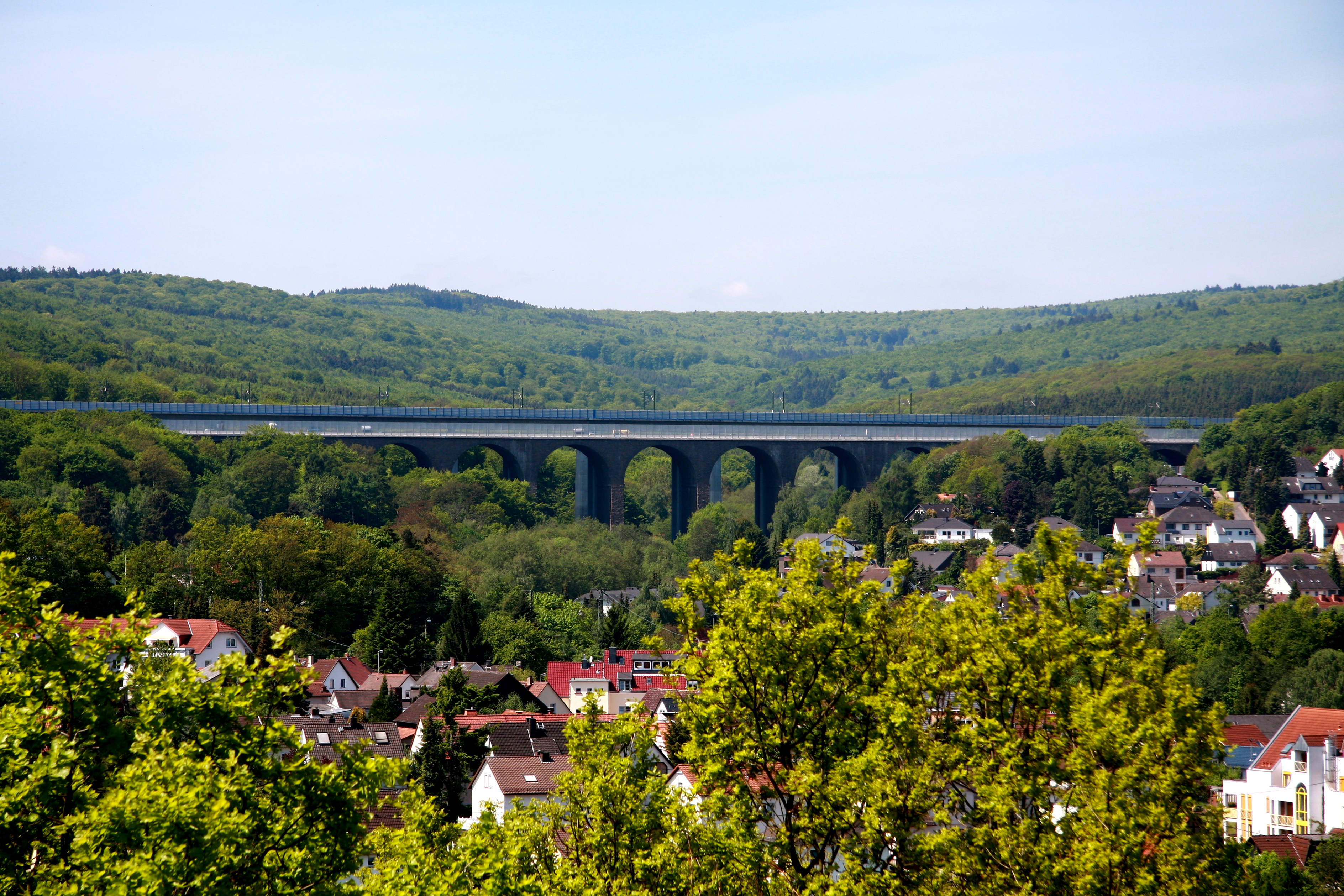
Theißtalbrücke in Niedernhausen

Als Theißtalbrücke werden drei Talbrücken bei Niedernhausen im deutschen Mittelgebirge Taunus (Hessen) bezeichnet.
Es handelt sich um zwei Autobahnbrücken und eine Eisenbahnbrücke.

## Autobahnbrücke

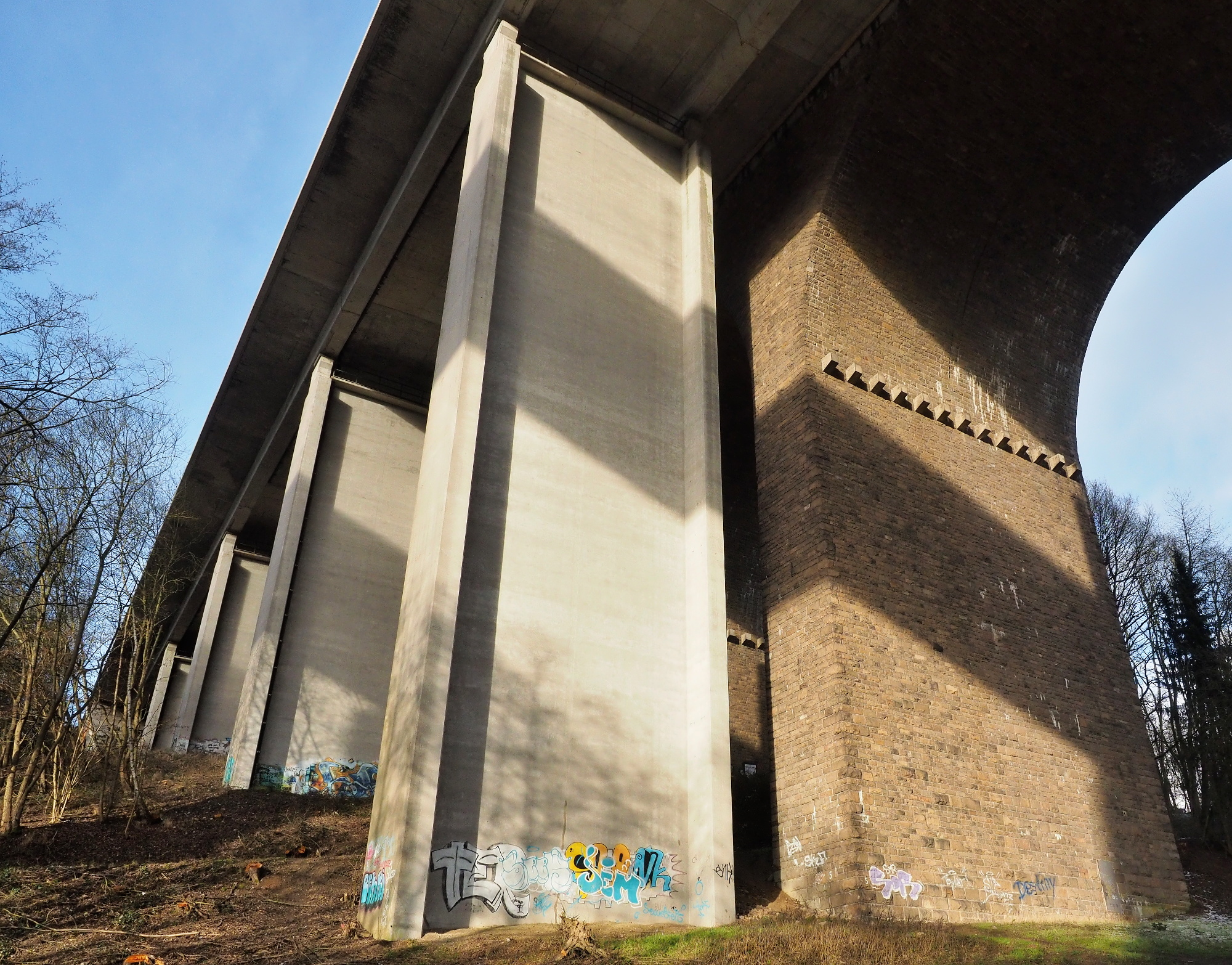
Die beiden Autobahnbrücken nebeneinander

Die erste und eigentliche Autobahnbrücke wurde 1937 bis 1939 im Zuge der A 3 zwischen Frankfurt am Main und Köln erbaut und überspannt mit einer maximalen Höhe von 46 m das enge Theißtal auf einer Gesamtlänge von 507 m. Die 16 Bögen mit gleichbleibender Spannweite ruhen auf 15 Pfeilern. Die Brücke geht vermutlich auf einen Entwurf von Paul Bonatz zurück, der für zahlreiche Verkehrsbauwerke dieser Zeit verantwortlich war. Die Brücke hat einen Stahlbetonkern und ist mit handwerklich bearbeitetem rötlichen Melaphyrstein aus der Pfalz verkleidet, der gleichzeitig als Schalung diente. Aufgrund ihrer markanten Form als Bogenbrücke ist die Theißtalbrücke das Wahrzeichen von Niedernhausen. Das Bauwerk steht unter Denkmalschutz.
In den siebziger Jahren wurde die A 3 von zwei auf drei Richtungsfahrstreifen verbreitert. Da hierfür die alte Brücke zu schmal war, wurde 1974 bis 1976 neben dieser eine neue Balkenbrücke in Stahlbetonweise errichtet, welche die Pfeilerabstände und die Höhe der alten Brücke aufnimmt, um das Bild der alten Brücke von Niedernhausen aus betrachtet nicht zu zerstören. Fortan führte die Autobahn auf der alten Brücke Richtung Köln, auf der neuen nach Frankfurt.
2009 wurde der Belag auf beiden Fahrbahnen erneuert, die Entwässerung verbessert und die Lärmschutzwand auf der nach Niedernhausen zugewandten Seite erhöht.

## Eisenbahnbrücke

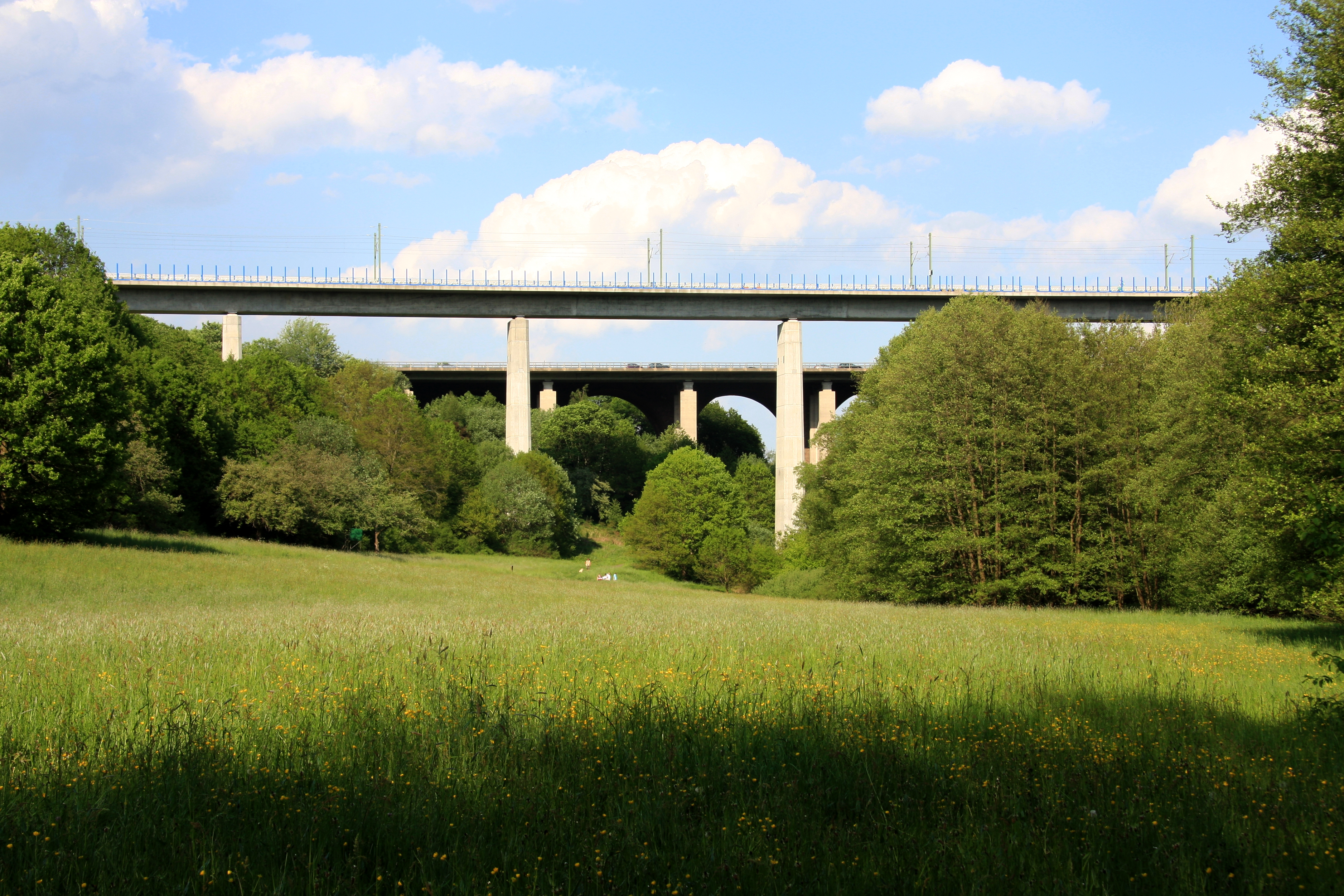
Die Theißtalbrücke der ICE-Strecke

In den Jahren 1998 bis 2000 entstand die dritte Theißtalbrücke als eine von 18 großen Talbrücken der ICE-Schnellfahrstrecke Köln–Rhein/Main. Die 484 m lange und 50 m hohe Spannbeton-Balkenbrücke steht mit etwas Abstand westlich (taleinwärts) der Autobahnbrücken, ohne deren Form aufzugreifen, und bildet mit ihnen einen leichten Winkel: am südlichen Widerlager hat sie zur neuen Autobahnbrücke etwa 50 Meter lateralen Abstand, am nördlichen etwa 80 Meter, außerdem überragt sie diese um rund sechs Meter. Die Längsneigung der Eisenbahnbrücke liegt bei 6 Promille.
Mitte der 1990er Jahre sah die Planung vor, die Gradiente der Eisenbahnbrücke bis zu 8,5 m über dem Niveau der Fernstraßenbrücke zu führen. Bereits Ende 1995 lag die geplante Länge des Bauwerks bei 484 m. Unter anderem diese Höhenlage war umstritten.
Die Brücke zählte zu den umstrittensten Bauwerken der Neubaustrecke. Die Gemeinde Niedernhausen klagte gegen den Planfeststellungsbeschluss und nahm mehrere Sperrgrundstücke in Anspruch. Am 13. August 1997 erreichte die Gemeinde vor dem Verwaltungsgericht Wiesbaden in einem Eilverfahren aufgrund rechtswidriger Besitzeinweisungsverfahren einen Baustopp auf verschiedenen gemeindeeigenen Grundstücken, die für Baustraßen oder das eigentliche Vorhaben benötigt wurden. Das Gericht rügte dabei mehrfach das Verhalten der Enteignungsbehörde beim Regierungspräsidium Darmstadt. Eine Klage der Gemeinde vor dem Verwaltungsgerichtshof (VGH) wurde im Eilverfahren abgewiesen. Der Baubeginn verzögerte sich um neun Monate, die letzte Klage (vor dem Oberverwaltungsgericht) wurde, nach Fertigstellung der Brücke, im Oktober 2001 abgewiesen. Anfang April 2000 hatte der Verwaltungsgerichtshof Kassel den Planfeststellungsbeschluss im Bereich der Brücke zunächst aufgrund von Regelungslücken aufgehoben, ohne einen Baustopp zu verhängen. Zur Begründung führte das Gericht an, die DB habe offengelassen, ob die Brücke mit einem Schotterbett oder einer festen Fahrbahn (mit oder ohne Schallabsorbern) ausgerüstet würde. Nach Auffassung des Gerichts wären die geplanten zwei Meter hohen Lärmschutzwände bei einer Ausführung ohne Schallabsorber nicht ausreichend gewesen. Darüber hinaus machte das Gericht der DB AG zur Auflage, drei Monate bzw. zwei Jahre nach der Inbetriebnahme jeweils den Lärmpegel zu messen und den Lärmschutz ggf. nachzubessern. Geklagt hatten die Gemeinde Niedernhausen und mehrere Anlieger, die rund 300 m von der Brücke entfernt wohnten. Die Gemeinde wollte im Rahmen des Rechtsstreits eine verschobene Trasse, eine geänderte Brückenkonstruktion sowie mehr Schallschutz erreichen.
Die elf Brückenfelder von je 44 m Spannweite wurden mittels einer 560 t schweren Vorschubrüstung erstellt. Insgesamt wurden 14.000 m³ Beton und 1500 t Beton- sowie 280 t Spannstahl verbaut. Ein Teil der Pfeiler wurde auf bis zu 30 m tiefen Großbohrpfählen von 1,5 m Durchmesser gegründet. Bis Mitte 1999 waren zwei Drittel des Überbaus betoniert. Der Überbau wurde im November 1999 im Rohbau fertiggestellt.
Die Brücke ist beidseitig mit zwei Meter hohen Lärmschutzwänden versehen. An einer Wand der Widerlager wurden Hangplätze als Winterquartier für Fledermäuse vorgesehen.
Die Betonarbeiten wurden im Juni 2000 abgeschlossen. Anfang 2001 lief der Einbau der festen Fahrbahn.

### Anschlagsversuch
Am Morgen des 20. März 2020 bemerkte ein Triebfahrzeugführer eines ICE einen unruhigen Lauf seines Zuges bei der Fahrt über die Brücke. Bei einer daraufhin durchgeführten Untersuchung stellten Bahnmitarbeiter fest, dass 123 Schwellenhalter auf einer Länge von rund 80 Metern mutwillig gelöst worden waren. Das Landeskriminalamt Hessen übernahm die Ermittlungen. Die Sabotage war bereits Mitte März erfolgt. Mehr als 400 Züge passierten die Stelle, bevor zwei Triebfahrzeugführer am 20. März ein verändertes Fahrverhalten und Schläge bemerkten. Laut einem Sachverständigen wäre es bei 5 bis 30 weiteren Überfahrten zu einer Entgleisung gekommen. Die Strecke wurde um 8:13 Uhr für den Zugverkehr gesperrt.
In der Nacht zum 21. März wurde ein Tatverdächtiger festgenommen, nachdem ein Bekennerschreiben eingegangen war. Gegen den Beschuldigten wurde wegen versuchten Mordes und gefährlichen Eingriffs in den Schienenverkehr ermittelt. Der Prozess wurde am 20. Januar 2021 vor dem Landgericht Wiesbaden eröffnet. Am 29. März 2021 wurde der Täter zu neun Jahren und zehn Monaten Haft verurteilt. Die Staatsanwaltschaft hatte für den vielfach vorbestraften Mann 13 Jahre Haft gefordert, die Verteidigung einen Freispruch. Der Mann hatte behauptet, eine islamistische Terrorzelle bereite Anschläge auf den Bahnverkehr vor, die nur er verhindern könne. Der Bundesgerichtshof verwarf mit Beschluss vom 24. November 2021 eine Revision gegen das Urteil.